# Reichenstraße 17 (Boizenburg)
Das Wohn- und Geschäftshaus Reichenstraße 17, Ecke 3. Twiete in Boizenburg/Elbe (Mecklenburg-Vorpommern) ist eines der älteren Fachwerkgebäude im Ort.
Das Gebäude steht unter Denkmalschutz.

## Geschichte
Die Fliesenstadt Boizenburg mit 10.730 Einwohnern (2019) wurde 1171 erstmals erwähnt. 1709 brannten viele Häuser ab.
Das zweigeschossige barocke Fachwerkhaus mit Ausfachungen aus Backsteinen stammt als Kaufmannshaus aus dem 18. Jahrhundert. Bemerkenswert ist das barocke Treppenhaus.
Das Haus wurde in den 1990er Jahren im Rahmen der Städtebauförderung saniert.
Die Stadt hat neben dem Rathaus viele weitere Fachwerkhäuser, z. B. Klingbergstraße 39, Reichenstraße 1 und 15, Wallstraße 32, Große Wallstraße 11 und 19, Königstraße 23 und 24, in Fiefhusen oder am Bollenberg und der Barock-Pavillon am Wall.